# Powiat Wohlau

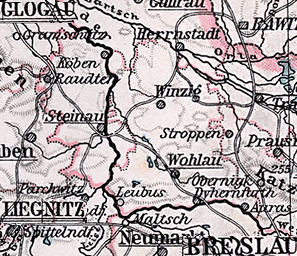
Powiat Wohlau

Powiat Wohlau (niem. Kreis Wohlau, pol. powiat wołowski) – niemiecki powiat istniejący w okresie od 1742 do 1945 r. na terenie Śląska.
Po podziale prowincji Śląsk w 1816 r. powiat Wohlau włączono do rejencji wrocławskiej. W 1932 r. do powiatu Wohlau włączono powiat Steinau. W 1945 r. terytorium powiatu zajęła Armia Czerwona, i znalazł się on pod administracją polską.
W 1910 r. powiat obejmował 239 gmin o powierzchni 803,46 km² zamieszkanych przez 43.985 osób.